# 내셔널리그 사우스

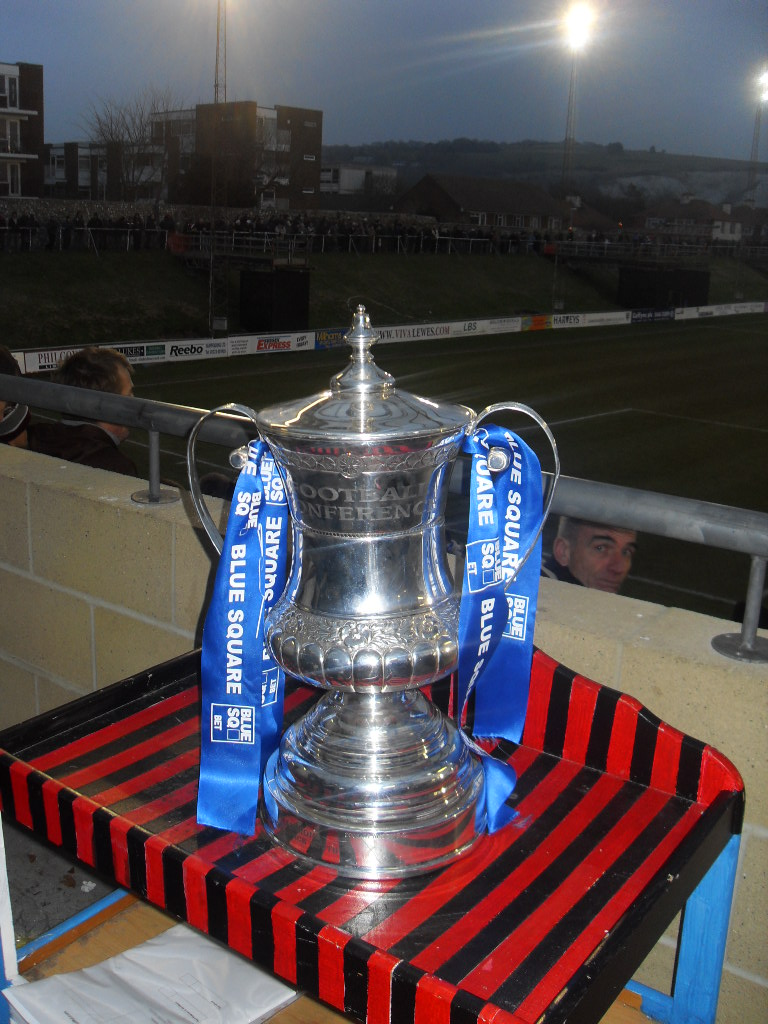

내셔널리그 사우스(National League South)는 내셔널리그의 하위 리그 가운데 하나로 5부 리그인 내셔널리그의 바로 단계에 위치해 있다. 잉글랜드 축구 리그 시스템에 따르면 내셔널 사우스는 잉글랜드 전체 리그 가운데 내셔널리그 노스와 함께 6부 리그에 해당한다.
내셔널리그 사우스는 2004년에 잉글랜드의 축구 리그 개편에 의해 만들어졌다. 사우스의 우승 팀은 내셔널리그로 자동 승격되고, 2~5위까지는 플레이오프를 펼쳐 여기서 최종 승리하는 팀이 내셔널리그로 승격하게 된다. 또한 하위 네 팀은 내셔널리그 사우스의 하위 지역 리그로 강등된다.
2014-15시즌은 후원사의 명칭을 따서 바나라마 사우스로 불리고 있다.

## 내셔널 리그 사우스, 2020-21 참가 구단
| 클럽                     | 2019-20시즌 최종 순위        |
| ------------------------ | ---------------------------- |
| 다트퍼드 FC              | 6위                          |
| 덜위치 햄릿 FC           | 19위                         |
| 도킹 원더러스 FC         | 7위                          |
| 메이드스톤 유나이티드 FC | 9위                          |
| 바스 시티 FC             | 4위                          |
| 브레인트리 타운 FC       | 21위                         |
| 빌러리카이 타운 FC       | 17위                         |
| 세인트올번스 시티 FC     | 20위                         |
| 슬라우 타운 FC           | 5위                          |
| 엡스플릿 유나이티드 FC   | 19-20 내셔널리그 22위 (강등) |
| 옥스퍼드 시티 FC         | 13위                         |
| 웰링 유나이티드 FC       | 12위                         |
| 이스트본 보로 FC         | 18위                         |
| 첼름스퍼드 시티 FC       | 10위                         |
| 치펜햄 타운 FC           | 14위                         |
| 콩코드 레인저스 FC       | 16위                         |
| 톤브리지 엔젤스 FC       | 15위                         |
| 하반트 & 워털루빌 FC     | 2위                          |
| 햄튼 & 리치몬드 보로 FC  | 8위                          |
| 헝거포드 타운 FC         | 22위                         |
| 헤멜헴프스테드 타운 FC   | 11위                         |

## 역대 우승 팀
| 시즌    | 우승                  | 플레이오프 우승          |
| ------- | --------------------- | ------------------------ |
| 2004-05 | 그레이스 애슬레틱     | 이스트본 보로            |
| 2005-06 | 웨이머스              | 세인트 앨번스 시티       |
| 2006-07 | 히스턴                | 솔즈베리 시티            |
| 2007-08 | 루이스                | 이스트본 보로            |
| 2008-09 | AFC 윔블던            | 하예스 & 예딩 유나이티드 |
| 2009-10 | 뉴포트 카운티         | 바스 시티                |
| 2010-11 | 브레인트리 타운       | 엡스피트 유나이티드      |
| 2011-12 | 워킹                  | 다트퍼드                 |
| 2012-13 | 웰링                  | 솔즈베리 시티            |
| 2013-14 | 이스트레이            | 도버 애슬레틱            |
| 2014-15 | 브롬리                | 보레엄우드               |
| 2015-16 | 서턴                  | 메이드스톤               |
| 2016-17 | 메이든헤드 유나이티드 | 엡스플릿 유나이티드      |
| 2017-18 | 하반트 & 위털루빌     | 브레인트리 타운          |
| 2018-19 | 토키 유나이티드       | 워킹                     |
| 2019-20 | 윌드스톤              | 웨이머스                 |
| 2020-21 | 시즌 단축 및 취소     | 시즌 단축 및 취소        |
| 2021-22 | 메이드스톤 유나이티드 | 도킹 원더러스            |
| 2022-23 | 엡스플리트 유나이티드 | 옥스퍼드 시티            |
| 2023-24 | 요빌 타운             | 브레인트리 타운          |

## 같이 보기
- 내셔널리그 (디비전)
- 내셔널리그 노스